# Juticalpa
Juticalpa (uit het Nahuatl: "In het huis van de slakken") is een gemeente (gemeentecode 1501) en hoofdstad van het departement Olancho in Honduras.

## Geschiedenis
Voor de komst van de Spanjaarden werd het gebied bewoond door inheemse Tawaka. Zij hadden er een dorp gesticht dat ze Xuticalpa noemden. Tot 1611 woonden er nog geen mensen van Europese afkomst. Op 30 km afstand lag een dorp San Jorge de Olancho, dat door Spanjaarden bewoond werd.
In 1611 werd San Jorge de Olancho verwoest. De bronnen verschillen van mening of dit gebeurde door een overstroming of een vulkaanuitbarsting. Een deel van de bewoners vluchtte naar het noorden, en stichtten daar Olanchito. Een ander deel streek neer in Xuticalpa, onder leiding van kapitein Alonso Ortiz.
Met de komst van de Spanjaarden vernielden de Tawaka hun oogst en vluchtten de bergen in. Zij hoopten dat de Spanjaarden zouden verdwijnen als ze niets te eten zouden hebben. Het lukte kapitein Ortiz echter om vriendschappelijke betrekkingen met de Tawaka aan te knopen, en hen te overtuigen terug te keren.
De meeste Spanjaarden verlieten het dorp al snel weer, toen in de nabijgelegen rivier Guayape de goudkoorts uitbrak. Bij het zoeken naar goud werden veel slaven ingezet. Toen deze werden vrijgelaten, vestigden velen van hen zich in Juticalpa. Daarom is een groot deel van de bevolking van gemengd-Afrikaanse afkomst.
Het dorp heeft lange tijd San Juan Xuticalpa ("Sint-Jan van Xuticalpa") geheten. In 1764 werd Juticalpa de definitieve naam.
Tot 1865 was Manto de hoofdplaats van het departement Olancho. In dat jaar werd deze plaats door generaal José María Medina in brand gestoken. Daarom werd Juticalpa vanaf 12 augustus 1865 de hoofdstad.
Monumentale gebouwen zijn het gemeentehuis, de kathedraal, het Huis van de Cultuur (Casa de Cultura) en de school "Rosa Luisa H. De Ochoa".

## Economie
Tegenwoordig is Juticalpa het belangrijke economische centrum van Olancho, met name door de handel in landbouw- en veeteeltproducten. In de omgeving wordt maïs verbouwd en wordt vee gehouden, voor de melk en voor het vlees. Met name de cuajada-kaas is bekend. Een ander bekend product is de wijn van de coyolpalm. Deze kan met name gevonden worden in het dorp La Concepcion.
De werkloosheid is hoog. De meeste straten zijn niet geplaveid. In 2005 is er een nieuw winkelcentrum (mall) gebouwd

## Ligging
Juticalpa ligt in het noordoosten van de Vallei van Olancho, in het dal van de rivier Guayape. Deze wordt begrensd door de bergketen Sierra de Agalta. De stad ligt op een lichte helling aan de zuidwestelijke oever van de rivier Juticalpa.
De dichtstbijzijnde grote plaats is de "zusterstad van Juticalpa" Catacamas, dat op 50 kilometer ligt. Er is een verharde weg naar Tegucigalpa. Er zijn regelmatige busverbindingen met deze stad.
Op 30 km afstand staat het Nationaal Monument El Boquerón, die de plek aangeeft waar vroeger het dorp San Jorge de Olancho lag. In de omgeving liggen verder de Grotten van Talgua, waar prehistorisch aardewerk gevonden is.

## Klimaat
Het klimaat is warmer dan in Tegucigalpa. Van januari tot april is er weinig regen.
Tussen mei en september vinden veel onweersbuien plaats. De periode van oktober tot december is iets koeler. Vaak is het dan bewolkt, met motregen. In het regenseizoen komt er dengue voor.
In april branden de boeren in de omgeving de resten van hun oogst af. Daardoor hangen er zware rookwolken boven Juticalpa, die pas verdwijnen met de eerste regen.

## Bevolking
De bevolking is als volgt verdeeld:
| Vrouwen | 69.396 | 52,4% |
| Mannen  | 63.088 | 47,6% |

## Dorpen
De gemeente bestaat uit 53 dorpen (aldea), waarvan de grootste qua inwoneraantal: Juticalpa (code 150101), El Bijao (150110), San Antonio (150152) en Jutiquile (150128).

## Wijken
De stad is verdeeld in 9 wijken:
| - Barrio El Centro (centrum) - Barrio de Jesus - Barrio La Hoya - Barrio El Portillo - Barrio El Campo |  | - Campo Uno - Campo Dos - Barrio El Chicle - Barrio de la Cruz |

Een belangrijke straat is de Avenida de las Poetas, die het centrum met de weg naar Tegucigalpa verbindt.

## Geboren in Juticalpa
- 1968: Jovany Varela, wereldkampioen judo (1995)

Presidentskandidaat Porfirio Lobo is opgegroeid in de buurt van Juticalpa.